# Maurice Trubert
Pour les articles homonymes, voir Trubert.
François Joseph Étienne Maurice Trubert, né le 25 juillet 1857 dans le 8e arrondissement de Paris et mort le 20 mars 1922 à Biarritz, est un diplomate, musicien et poète français.

## Biographie
Issu de la famille du premier maire de Bayonne élu sous la Révolution française, Maurice Trubert est resté, toute sa vie, très attaché à ses origines basques et landaises. 
Licencié de droit à la Sorbonne, Maurice Trubert entre dans le corps diplomatique et occupe successivement les fonctions d’attaché puis de secrétaire d’ambassade à Constantinople (1884-1889), à Vienne (1890-1894), à Washington (1894-1896), au Monténégro (1898) puis au Brésil (1902-1904).
Auteur dès son plus jeune âge de recueils de poésie (Le bohémien, Les chants du midi, Le temps et l’amour, Les chants du cœur, etc.) qui évoquent l’amour, malheureux ou impossible. La somme de ses poèmes de jeunesse est publiée sous l’intitulé Rêves et réalités en 1895 (réédité en 2013 chez Hachette BNF). Il est également l’auteur de récits (La mendiante turque) et d’une pièce de théâtre, Une mère (1893), dont le rôle-titre est joué par Sarah Bernhardt au Théâtre de l’Odéon.
Pianiste et organiste, Maurice Trubert a composé plusieurs mélodies sur ses propres poèmes, et est également l’auteur de plusieurs pièces pour piano. Plusieurs compositeurs de son temps empruntent également ses poèmes pour les mettre en musique (Francis Thomé, Gaston Lemaire, Guy de Kervéguen, etc.).
Après avoir mis un terme à sa carrière diplomatique en 1906, il s’installe à Biarritz, où il a fait construire la « villa Nancy ». Il se consacre aux arts et aux lettres et préside la Société des Arts et des Lettres de Bayonne et de la Côte basque. Il publie en 1913 ses Impressions et souvenirs d’un diplomate (éd. Perrin), dans lesquels, sans révéler de secrets diplomatiques, il dresse de rares portraits de chefs d’État (le sultan Abdul-Hamid II, l’empereur François-Joseph, le roi Nicolas du Monténégro, le président Mac Kinley) et se montre un fin observateur de la haute société. Il y fait des récits de ses voyages et décrit les coutumes et traditions populaires des pays visités.
Grand bienfaiteur de la ville de Biarritz, Maurice Trubert consacre les dernières années de sa vie aux mutilés de guerre, veuves et orphelins. 
Il crée en 1921 une fondation auprès de l’Académie française chargée de décerner un prix biennal à un auteur français âgé de moins de trente ans (le prix Maurice-Trubert). 
Il décède à Biarritz en 1922, célibataire et sans postérité, et est inhumé au cimetière de Saint-Barthélémy (Landes) où il possédait une propriété familiale.
Il envoie à Marie Dumangin (1852-1943), petite-fille du docteur Jean-Baptiste Dumangin et directrice du journal Biarritz-Thermal (1893-1914), ses poèmes.

## Hommages
- Un prix de l'Académie française, fondé en 1921 et incorporé en 1987 au prix Montyon, le prix Trubert, a été nommé en son honneur[2].
- Une avenue de Biarritz porte son nom.

## Œuvres

### Littérature
- Chants du Midi. Le Vieux Maître. Le Temps et l'amour, poésies, 1883
- Les Chants du cœur, poésies, 1884
- Une mère, pièce en 1 acte, en vers, 1893
- Rêves et réalités, poésie, 1895, réédité en 1908
- La Mendiante turque, récits et poésie, 1902
- Impressions et souvenirs d'un diplomate, 1913
- Sainte Odile, poésie, 1918
- Poésies de guerre, 1914-1918, 1919

### Musique
- Mélodies pour voix et piano
- Œuvres instrumentales (Menuet, Petite Valse, Valse Noble, Petite Gavotte, Intermezzo)